# Língua kavalan
Kavalan (Kebalan/kbalan) foi falado anteriormente na área da costa nordeste de Taiwan pelo povo Kavalan (噶 瑪蘭). É uma Formosana Oriental da família das línguas austronésias.
Kavalan não é mais falado em sua área original. A partir de 1930, foi usado apenas como um idioma de origem. A partir de 1987, ainda era falado em territórios do povo Atayal. Em 2000, esta língua ainda era falada por 24 falantes, mas considerava como em iminência de extinção.
Em 2017, um estudo usando a EDGE métrica de conservação de espécies (de línguas) descobriu que Kavalan, embora criticamente em perigo, estava entre as mais lexicamente distintas das línguas austronésias.

## Escrita
A língua Kavalan usa forma do alfabeto latino bastante reduzida, sem as letras O, C, D, F, G, H, J, R, V. Usam-se as formas Ng, x/r.
Kavalan

## Dialetos
Kavalan consiste nas seguintes comunidades de fala ordenadas de norte a sul (Li 2006: 1):
- Kariawan (Jialiwan 加 禮 宛) - próxima a Hualien, uma área anteriormente de falantes Sakizaya
- Patʀungan (Xinshe 新社) - localizada em Fengbin, Hualien (豐 濱 鄉), Hualien
- Kulis (Lide 立德)
- Kralut (Zhangyuan 樟 原)

Essas comunidades de fala no leste de Taiwan receberam o nome de assentamentos mais antigos do norte, como Kariawan, Sahut e Tamayan, de onde o povo kavalan originalmente migrou. Os falantes modernos de Kavalan estão cercados pelo povo Amis.

### Morfologia
Os substantivos e verbos Kavalan são distinguidos pela falta de / a / na primeira sílaba (substantivos) ou pela presença de / a / (verbos). As sílabas kavalan assumem a estrutura (C) (C ) V (C) (C) (Li 2006: 5). O Kavalan é também uma das duas línguas formosas a ter consoantes geminadas.
Os afixos Kavalan incluem:
- m- (foco do agente)
- -um - / - m- (foco do agente)
- -in / -n- como variantes de ni- (paciente)
- -a (marcador irreal de foco no paciente)
- -an (marcador de foco locativo, nominalizador)
- -i (imperativo, foco no paciente)
- pa- (causador)
- qa- (futuro)

Ao contrário de muitas outras línguas formosas, não há sufixo * -en.

### Sintaxe
O kavalan, como a maioria das outras línguas formosanas e filipinas, possui muitos marcadores de caso.
- Nominativo: a / ya
- Oblíquo: ta, tu
- Genitivo: na, ni
- Locativo: sa, ta-

Os tipos de foco em Kavalan incluem (Li 2006: 26-27):
1. Agente
2. Paciente
3. Locativo
4. Instrumental
5. Beneficiário

Os marcadores de caso Kavalan abaixo são de Li (2006: 27).
| + Marcadores de caso Kavalan | Caso | Nominativo | Oblíquo | Genitivo | Locativo | - | Comum | a, ya | tu | n / D | sa, ta- | - | Pessoal | a, ya | ta | ni | - |

### Pronomes
Os pronomes pessoais Kavalan abaixo são conforme Li (2006: 30).
| + Pronomes pessoais kavalan | Tipo de pronome | Nominativo | Genitivo | Oblíquo | Locativo | - | 1s. | aiku, = iku | zaku, -ku | timaiku | tamaikuan | - | 2s. | aisu, = isu | zasu, -su | timaisuanzen | tamaisuan | - | 3s. | aizipna tiyau | zana, -na | timaizipna tiyau | tamaizipan tiyauan | - | 1p. (incl.) | aita, = ita | zata, -ta, -kita | timaita | tamaitano | - | 1p. (excl.) | aimi, = imi | zanyaq, -nyaq | timaimi | tamaimiano | - | 2p. | aimu, = imu | zanumi, -numi | timaimu | tamaimuan | - | 3p. | qaniyau | zana, -na | qaniyau | taqaniyauan |

## Afixos
Os afixos Kavalan abaixo são de Li (2006: 14-24).
Prefixos
- i-: estático, relacionado à localização
- kar-: movimento rápido; defeituoso, não perfeito
- ki-, qi-: arrancar, pidl
- parentes: número de humanos
- lu-: flat
- luq (e) -: irregular, áspero (usado com verbos estáticos)
- m-, -m-, mu-, -u-, -um-: agente-foco
- ma-, m-: estático
- maq-: de onde
- tipo de forma mar-: seno
- mi-: descarrega algo do corpo
- mri-: acalme-se; encolher, amontoar-se
- mrim-: uma divisão de (um numeral)
- nan-: duas pessoas (parentesco); numeral distributivo
- ni-, n-, -in-, -n-: passado, perfeito
- pa-: causativo (usado com verbos ativos)
- pa- -an: agente
- pa-ti: marcador pessoal para os mortos
- paq-, paqa-: causativo (usado com verbos estáticos)
- paq-: pegar um barco
- pa-qi-: causa para se tornar
- pat-: faça uma alteração
- pi-: ponha dentro, ponha fora; faça algo para proteger uma parte do corpo; toda vez)
- qa-: futuro imediato; andar, pegar (meio de transporte)
- qa- -an: local de / para
- qaRu-: torne-se, transforme-se em; transformável em
- qi-: escolha, colete, obtenha
- qna-: nominalizador (usado com verbos estáticos; -an é usado com verbos ativos)
- Ra-: transformar em
- Ra-CV-: cor clara de
- Ri-: pegue, pegue
- Ru-: agora mesmo; pela primeira vez
- sa-: tem o evento (fenômenos naturais); fazer, produzir, produzir, ter; secretar (fluido corporal); ferramenta
- sam-CV-: fingir
- saqa-: ordinal (numeral)
- si-: usar, possuir, possuir
- sia-: vá em direção (local / direção); vá para o lado (geralmente eufemístico para urinar / defecar)
- sim-: recíproco
- siqa-: (número de) vezes
- smu-: finger
- sna-: modelo de, cópia de
- su-: remove; mover para baixo, de cabeça para baixo, inclinando
- su-CV-: fedor ou cheiro de
- tan-: fala a língua
- taRi-: posição, pessoas nessa posição
- ti-: foco instrumental; levar um ao outro (?)
- ti- (-an): foco no beneficiário
- tRi-CV (C) - (-an): descarga (descarga corporal) com controle
- u-: agente-foco; numeral não humano

Sufixos
- -a: marcador irreal de foco no paciente
- -an: marcador de foco locativo, nominalizador
- -i: imperativo de foco não agente da irreal

Infixes
- -m-, -um-: agente-foco
- -n-, -in-, ni-: perfeito

Muitos Kavalan também podem falar o| Amis, o Hokkien Taiwan]], Mandarim e Japonês (Li 2006: 1).

## Fonologia
There are 15 consoantes and 4 vogais in Kavalan.
| Oclusiva    | surda       | p | t | p | t |   |   | q | k |
| Oclusiva    | fortis      | b |   |   |   |   |   |   |   |
| Fricativa   | surda       |   | s | ɬ |   |   |   |   |   |
| Fricativa   | fortis      |   | z |   |   | ʁ |   |   |   |
| Nasal       | Nasal       | m | n |   |   |   | ŋ |   |   |
| Aproximante | Aproximante |   |   | l | j |   | w |   |   |
| Vibrante    |             |   |   |   |   |   |   |   |   |

|         | Anterior | Central | Posterior |
| ------- | -------- | ------- | --------- |
| Fechada | i        |         | u         |
| Medial  |          | ə       |           |
| Aberta  | a        |         |           |

Em Kavalan os fonemas se fundiram da seguinte forma:
- *n, *N, *j, *ɲ como n
- *t, *T, *c como t
- *d, *D, *Z como z
- *s, *S como s
- *q, *ʔ, *H são deletadas

Os seguintes fonemas proto-austronésios são divididos:
- *k em q e k
- *l em r e ʀ
- *a em i (se adjacente a q) e a

A língua Kavalan também é notável por ter muitos grupos consonantais. É também uma das duas únicas línguas formosanas que possui consoantes de geminação, com a outra sendo o Basay (Blust 2009: 642). A geminação de consoante também é comum nas línguas filipinas do norte, mas é inexistente nas línguas filipinas centrais, exceto em Rinconada Bikol (Blust 2009: 220).

## Amostra de texto
Tabayu Xabayaka m-sukaw.
Anem-ku nanam-su.
Masang ma-sulun-ita kiala tu tamun.
Ma-patay-ti-isu, m-uxing-ti-iku m-sukaw.
M-sukaw-ti anem-ku.
Sayzi m-ziux-ti puxux na paxin.

## =Bibliografia
- Paul Jen-kuei Li (李壬癸) and Shigeru Tsuchida (土田滋) (2006) Kavalan Dictionary. Language and Linguistics Monograph Series A-19. ISBN 978-986-00-6993-8
- Blust, Robert. 2009. The Austronesian Languages. Canberra: Pacific Linguistics, Research School of Pacific and Asian Studies, Australian National University. ISBN 0-85883-602-5, ISBN 978-0-85883-602-0